# 小行星11905
小行星11905（11905 Giacometti）是一颗绕太阳运转的小行星，为主小行星带小行星。该小行星于1991年11月6日发现。

## 轨道参数
小行星11905的轨道半长轴为2.5602303 UA，离心率为0.163。